# Mondovì (stacja kolejowa)
Mondovì (włoski: Stazione di Mondovì) – stacja kolejowa w Mondovì, w prowincji Cuneo, w regionie Piemont, we Włoszech. Jest stacją węzłową na linii Turyn – Fossano – Savona oraz Mondovì – Cuneo.
Stacja jest również znana jako Mondovì Altipiano, aby odróżnić ją od stacji Mondovì Breo (zamknięta w 1986).

## Historia
Stacja Mondovì Altipiano została ukończona w 1933 roku wraz z otwarciem trasy Fossano - Mondovì - Ceva, najkrótszego połączenia między Turynem i Savoną, który następnie biegnie w dolinie Tanaro (przez Bra).
Stacja została wybudowana na skrzyżowaniu nowej linii z istniejącą linią Cuneo - Mondovì Breo.
W 1986 roku stacja została zamknięta dla ruchu i od tej daty, stacja Mondovì Altipiano nazywa się Mondovì.